# 어휘소
어휘소(語彙素, 영어: lexeme)는 어휘 의미의 기본 단위이다. 특히, 굴절을 통해 다양한 형태로 나타나는 단어들의 기초가 되는 어휘를 가리킨다. 추상적 의미의 기본 단위이며, 언어학의 형태론적 의미 분석에서 단일 어근이 취할 수 있는 형태들의 한 집합에 대략 대응한다. 예를 들어 영어의 run, runs, ran, running 등은 모두 RUN이라는 같은 어휘소의 형태들로 볼 수 있다.

## 같이 보기
- 형태소
- 어휘집
- 어휘항목
- 품사